# HAWCsat
HAWCSat (High altitude Aerosols, Water vapour and Clouds Satellite) est un satellite d'observation de la Terre de l'Agence spatiale canadienne dont le lancement est prévu vers 2031. 
HAWCSat doit recueillir des données permettant de prédire les épisodes météorologiques extrêmes, d'effectuer le suivi des catastrophes, de modéliser le climat, ainsi que d'étudier les interactions entre les aérosols, les nuages et les processus de convection et de précipitation. HAWC est une des quatre missions spatiales du programme international AOS (Atmosphere Observing System) sous supervision de l'agence spatiale américaine, la NASA, dont l'objectif est de recueillir des données sur les aérosols, les nuages, le processus de convection et les précipitations dans le but d'améliorer les prévisions météorologiques, la qualité de l'air et la modélisation du climat. Ce programme comprend également les missions AOS-Storm développée par la NASA avec une participation française, Precipitation Measuring Mission (PMM) développée par l'agence spatiale japonaise avec une participation française et AOS-Sky développée par la NASA avec une participation du Canada.

## Contexte
AOS (Atmosphere Observing System, en français « système d'observation de l'atmosphère ») est un programme spatial international piloté par l'agence spatiale américaine, la NASA, dont l'objectif est d'élucider le rôle des processus impliquant les aérosols et les nuages dans la survenue des phénomènes météorologiques extrêmes et dans le changement climatique. Au sein de la NASA, le programme AOS est un des composants du programme Earth System Observatory dont l'objectif est de fournir des informations clés utilisées pour l'étude du changement climatique, la réduction de l'impact des catastrophes naturelles, la lutte contre les incendies de forêt et l'amélioration des pratiques agricoles. ESO comprend les programmes « Aerosols », « Clouds, Convection, and Precipitation », « Mass Change », « Surface Biology and Geology » et « Surface Deformation and Change ». Le segment spatial de AOS est constitué d'une constellation de quatre satellites équipés de plusieurs instruments qui collectent des données sur les aérosols et les nuages. Les données recueillies doivent contribuer à déterminer leurs effets sur les conditions météorologiques à court terme, les conditions climatiques à long terme et la qualité de l'air. Deux de ces satellites circulent sur une orbite polaire (AOS-Sky et HAWCsat) tandis que deux autres circulent une orbite inclinée à 55°(AOS-Storm et Precipitation Measuring Mission) :
- AOS-Sky est développée par la NASA et comprend cinq instruments : un radar météorologique doppler effectuant des mesures des précipitations et des déplacements des particules de glace dans les formations nuageuses, un radiomètre micro-ondes retraçant le déplacement de la glace d'eau dans les nuages et mesurant les précipitations, la température de l'atmosphère ainsi que l'humidité, un lidar mesurant la rétrodiffusion des aérosols et des nuages dans les longueurs d'onde 1064 et 532 nanomètres, un polarimètre mesurant la polarisation du rayonnement lumineux sous plusieurs angles qui permet de déterminer les propriétés des aérosols et des nuages et un radiomètre imageur fourni par le Canada fonctionnant dans l'infrarouge lointain et permettant de mesurer la taille des particules de glace, d'estimer le sommet des nuages, de mesurer les émissions des nuages dans les ondes longues ainsi que le profil des concentrations de vapeur d'eau.
- AOS-Storm est développée par la NASA et embarque deux instruments : un lidar mesurant la rétrodiffusion des aérosols et des nuages dans les longueurs d'onde 1064 et 532 nanomètres et un radiomètre micro-ondes  fourni par la France mesurant le chemin de la glace d'eau, les précipitations et l'humidité atmosphérique.
- HAWCsat est développée par le Canada et embarque deux instruments : un radiomètre mesurant la dispersion de la lumière par le limbe terrestre qui fournit des informations sur la distribution des aérosols et la taille des particules dans la stratosphères et un spectromètre mesurant les concentrations de la vapeur d'eau dans les couches inférieures de la stratosphère et dans la troposphère supérieure.
- PMM est développé par le Japon et embarque deux instruments : un radar météorologique doppler en bande Ku mesurant les précipitations avec une fauchée de 255 kilomètres et le déplacement des particules d'eau liquide et de glace et un radiomètre micro-ondes fourni par la France mesurant le chemin de la glace d'eau, les précipitations et l'humidité atmosphérique.

## Développement de la mission
L'instrument ALI, une des deux instruments embarqués sur le satellite, est testé durant un vol de ballon stratosphérique canadien en septembre 2014. En octobre 2018, le gouvernement canadien annonce sa participation avec sa mission AVENIR (Aérosols, vapeur d'eau, nuages et leurs interactions avec le rayonnement) au programme international AOS (Atmosphere Observing System) sous supervision de l'agence spatiale américaine, la NASA : elle s'engage à fournir le satellite HAWCsat et trois instruments dont le déploiement est programmé en 2031. Deux des instruments sont embarqués sur le satellite HAWCsat et le troisième, le radiomètre FIR, est embarqué sur la mission AOS-Sky développée par la NASA. En octobre 2022, le gouvernement canadien alloue un budget de 200 millions de dollars canadiens (136 millions euros),.

## Charge utile
La mission embarque deux instruments :
- ALI (Aerosol Limb Imager, en français Imageurs des aérosols du limbe atmosphérique), ou Aérolimbe, est un radiomètre comportant 10 canaux dans la bande de fréquence 610-1650 nanomètres (proche infrarouge) qui effectue des observations du limbe de la Terre avec une résolution spatiale verticale de 0,25 kilomètres avec une fauchée de 200 kilomètres. En observant le rayonnement solaire filtré par le limbe, l'instrument permet de déterminer la distribution des aérosols ainsi que les raies d'extinction et la taille des particules. Cet instrument doit participer à notre compréhension de l'effet des aérosols sur les nuages, la lumière du Soleil réfléchie et le changement climatique. L'instrument utilise un filtre acousto-optique accordable à grande ouverture pour obtenir des images du limbe atmosphérique éclairé par le Soleil et comprend un rotateur polarisant à cristaux liquides qui fournit les mesures de polarisation duale dans plusieurs longueurs d'onde.
- SHOW (Spatial Heterodyne Observation of Water également désigné Water Vapour Limb Imager, en français spectromètre hétérodyne spatial de la vapeur d'eau) ou ProfilEau est un spectromètre hétérodyne dont l'objectif est de déterminer la distribution verticale de la vapeur d'eau dans la partie supérieure de la troposphère et dans les couches inférieures de la stratosphère. La vapeur d'eau est un puissant gaz à effet de serre qui influe sur les nuages et les aérosols et contribue au réchauffement et au refroidissement de l'atmosphère. SHOW comprend une caméra et un spectromètre hétérodyne qui effectue des observations de la lumière solaire dispersée par le limbe de la terre dans la bade spectrale de l'eau (1363 et 1366 nanomètres). Sa résolution verticale est de 500 mètres et sa fauchée est de 63 kilomètres.

## Déroulement de la mission
HAWCSat doit être placé sur une orbite héliosynchrone à une altitude de 450 km.